# 井手成三
井手 成三（いで なるみ、1906年4月6日 - 1978年7月28日）は、日本の官僚。法制局当時には、現憲法の作成にも参画した数少ない人物として知られる。

## 略歴
- 1906年4月6日 - 京都にて出生。本籍：小浜市竹原（千種）14-102
- 1929年3月 - 東京帝国大学法学部卒業、高等試験行政科合格、内務省に入る
- 1934年 - 茨城県商工水産課長、千葉県警務課長等歴任
- 1937年 - 内務省社会局傷兵保護課（傷兵保護院）事務官
- 1938年 - 企画院調査官兼法制局参事官
- 1943年 - 法制局第二部長、第一部長歴任
- 1945年 - 法制局次長
- 1948年 - 文部次官
- 1961年 - 法政大学講師、愛知学院大学教授、神奈川大学教授、中央労働基準審議会委員（現・労働政策審議会委員）
- 1978年 - 死去

## 人物

### 若狭人を誇りに
先祖は、椙本正俊といわれ、祖母は梅田雲浜の従姉にあたる。父が京都へ移住したため、井手は京都で生まれたが、先祖代々の墓は小浜にあり、毎年墓参に訪れていた。第三高等学校を経て、東京大学入学と同時に郷土出身者の会である雲城会に入り、若狭人の自覚を持ち、若狭出身であることを生涯誇りとしていた。東大卒業後は内務省の官吏となり、兵庫県庁を振り出しに官界に身を置いたが、最高の事務次官にまで昇進したのは、若狭では井手一人である。官界を退いた後、政治家を志し、1952年（昭和27年）、1963年（昭和38年）の2回にわたって福井県から衆議院総選挙に立候補したが当選を果たせず、政治家として郷土のために活躍したいという夢を実現できなかった。

### 傷兵保護院時代
戦争状態が長びいてきた1938年（昭和13年）、政府は傷兵保護院を創設し、戦争のため負傷した人や病気になった人の保護に力を入れることになったが、井手は療養所建設の事務を担当し、福井県の三方町と美浜町の境界付近の兵陵地帯に傷痍軍人福井療養所を建設することに尽力した。嶺南一円から学徒や青年団、婦人会員等が労力奉仕をし、完成させたが、今も国立病院福井療養所として地方の医療の中核となっている。

### 法制局時代
1943年（昭和18年）、井手は法制局参事官に任ぜられた。法制局は内閣に直属する常設機関で、内閣の法制に関する仕事を補佐することを任務としていた。国会へ提出される多くの法案は先ず、各省の意見を聞いて法律らしい形に整え、各省と協同して法案を作成し、国会を通過させるよう努力しなければならないので、各省から選ばれた者と、法制局勤務の生え抜きの者とで構成されていた。業務の性質上、内閣総理大臣と直接結びついており、長官は大臣ではないが、各省と並ぶ程の機関とされ、法案作成のためには各省から最も頼りにされ、どの省とも苦楽を分かち合う立場に立っていた。井手は、法制局参事官として新しい仕事をよくこなし、第二部長、第一部長と昇進していった。戦争中の激しい空襲下、首相官邸に泊まり込み、内閣の中枢にあって法制局の任務を全うするために没頭し、戦争終結のためまさに身を賭して働いた。法制局長官に昇進するのを目前にして、戦後の改革のため法制局が廃止され、司法省と統合のうえ、法務庁に移管されることとなった。井手は法制局次長を最後に、一時休養の意味もあって自然退職することになった。その後、法制局は1952年（昭和27年）に復活し、1962年（昭和37年）からは内閣法制局と改称されている。

### 文部次官
若くして官界から身を退かねばならなかった井手の手腕は、当時の政府から非常に高く評価されており、長い間内務省の先輩として目をかけてくれていた増田甲子七らの推挙もあり、まもなく文部次官に起用されることになった。若狭出身者として初めて、官界のトップの座を占めたのである。しかし、1949年（昭和24年）1月26日、法隆寺金堂壁画の壁画保存のため、模写作業の行われている現場から出火し、世界的な仏教壁画の傑作を焼失する事件が発生した。国家的大事業であるその仕事の総括責任者は文部次官であるので、井手は道義的な責任を取って、次官を辞職することになり、惜しまれながら再び官界から身を退いた。井手の次官在任中、若狭ではナタオレの木やムサシアブミ、タイミンタチバナ等の暖地性植物の北限地として注目されていた小浜湾の蒼島と、古来から藤の森とも呼ばれた小浜市湊、釣姫神社のフジの巨木とを国の天然記念物として指定を求める運動が興った。井手はその実現に尽力し、両方とも1951年（昭和26年）6月9日、文部大臣から天然記念物として指定された。

### 郷土のために
東京遊学中に郷土人の雲城会に入会し、「その大きな庇護の翼の下に安んじて東京生活を実に幸福に送ったことで、雲城の細胞として大きい使命を感じる」と言って官界へ進出した井手は、常に郷土のために働いた。特に「官界ではすぐれた先輩が若狭に少ないので、郷土発展の基礎は人物にある」ことを強調し、「郷土人に対する真の教育、特に郷土を背負う青少年がまじめに生き、大きな理想に向かって真念と覇気を持つよう不断の教育が必要である」と考えていた。そのため、東京在住中は郷土出身者の会である雲城会の世話をよくし、旧誼会の会長も引き受け、戦後の荒廃の時期にあっても郷土の後輩の面倒をよく見、アルバイトや就職等で井手の世話になった人は数多かった。
晩年は大学教授として後輩の指導に専念した。郷土の発展策として、早くから交通の便をよくすることを第一にあげ、「道路整備に力を入れ、小浜以外の人が小浜へ来て金を使ってくれるようにしなければならない」と説いており、その先見の明は特筆に値する。小浜交通株式会社の設立など郷土に残した足跡は大きい。

## 親族
長男井手正敬は、東京大学卒業後、国鉄に入り、若くして仙台鉄道管理局総務部長、本社広報部次長、秘書課長、東京西鉄道管理局長、再建本部事務局長、総裁室長、広報部長等を歴任。国鉄民営化推進の旗頭となって活躍し1992年から1997年までJR西日本の代表取締役社長として鉄道の再生、発展に全力を挙げた。正敬もまた、若狭人であることを誇りにし郷土の人たちの国鉄入社等に力を入れてきた。小浜線についても、夏の観光客は多いのだから、やりかた次第では生き残る道もあると、ダイヤ改正等に並々ならぬ熱意を示している。北陸新幹線若狭ルートについては、JR西日本の意見として、高崎、大阪両方から着工し、全通しなければ営業が成り立たないことを強調している。
二女・礼子の夫に桝谷利男（枡谷音三の孫）、その次男・桝谷啓介は三菱重工社長。

## 著書
※日本古典ことに平安朝文学を愛し、著書には、専門的な法律書などがある。
- 随筆集「総理官邸」